# Berhardina Midderigh-Bokhorst

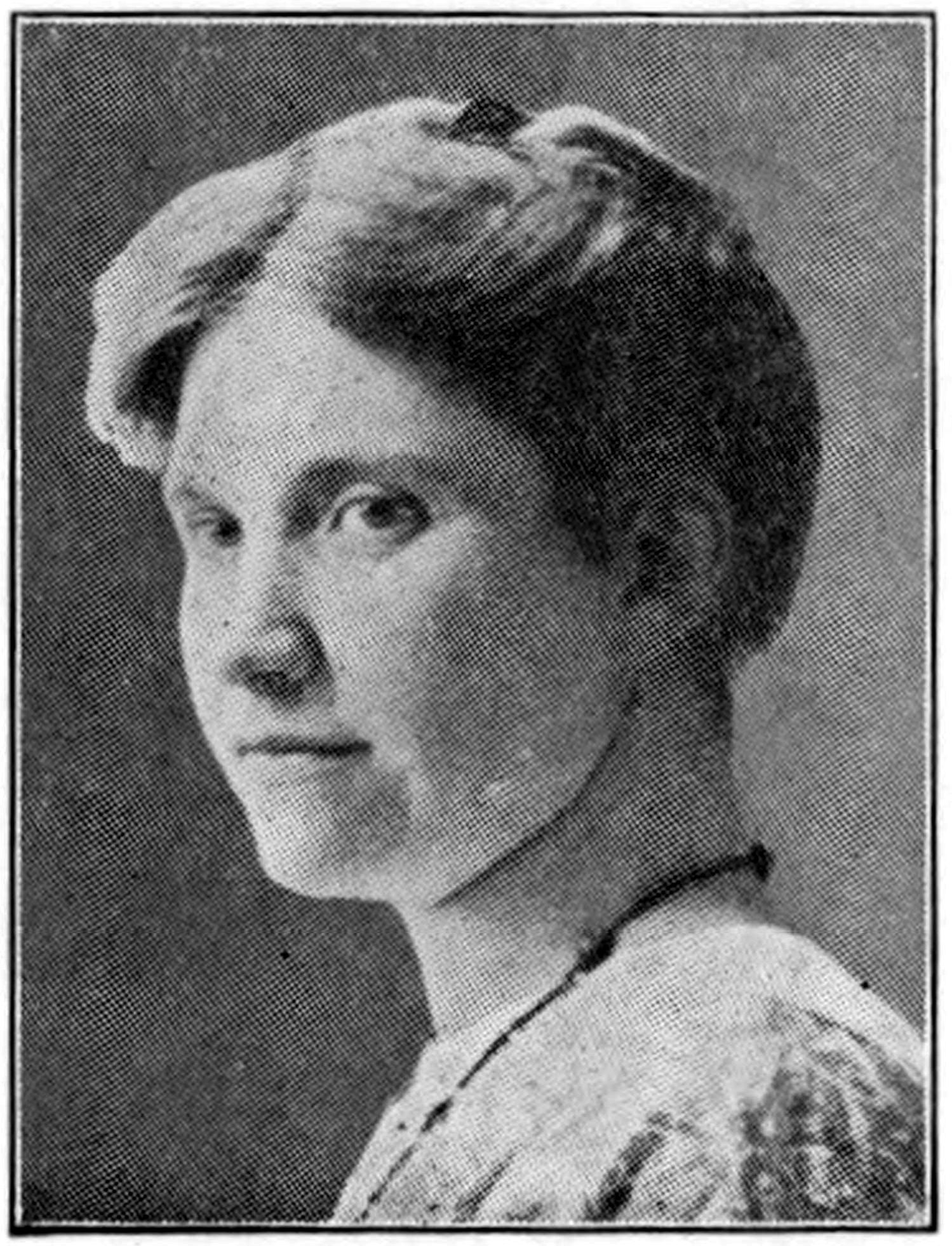
Berhardina Midderigh-Bokhorst, 1913

Berhardina Midderigh-Bokhorst (* 31. Mai 1880 in Surabaya, Java; † 20. Juni 1972 in Wassenaar) war eine niederländische Malerin, Illustratorin und Designerin.

## Leben
Berhardina Bokhorsts Eltern waren Hendrik Bokhorst (1833–1885), Offizier der ostindischen Armee auf Java, und Johanna Berhardina Holtgrave (1842–1915). Nach dem Tod des Vaters 1885 kehrte die Familie in die Niederlande nach Deventer zurück. Etwa ab 1892 besuchte Berhardina das Mädchengymnasium in Den Haag. Anschließend studierte sie an der Koninklijke Academie van Beeldende Kunsten in Den Haag, wo sie von 1894 bis 1895 die Damenklasse besuchte und zwischen 1897 und 1899 das MO-Zertifikat (MO-opleiding: Ausbildungsgänge für Lehrkräfte im niederländischen Sekundarbereich) erwarb. Danach nahm sie ein weiteres Jahr Unterricht im Figurenzeichnen bei Frits Jansen. Ab 1899 entwarf Berhardina Bokhorst für die Monatszeitschrift der „Vereeniging voor Verbetering van Vrouwenkleeding“ (Verein zur Verbesserung der Damenbekleidung) und für die Zeitschrift „Schoonheid door Gezondheid“ Modezeichnungen von Reformkleidung. Daneben unterrichtete sie an der „Dagteeken-en Kunstambachtschool voor meisjes“ in Amsterdam und illustrierte Kinderbücher.
Berhardina Bokhorst heiratete am 18. April 1905 in Den Haag den aus Paris stammenden Zeichner, Lehrer und Maler Jean-Jacques Midderigh (1877–1970), den sie während ihres Zeichenunterrichts bei Frits Jansen kennengelernt hatte. Sie gab das Unterrichten auf und das Paar zog nach Vlaardingen. Ihr Mann arbeitete als Kunstlehrer an Schulen in Rotterdam und Vlaardingen sowie an der Akademie in Den Haag. In Vlaardingen wurden Tochter Hannie (1906) und Sohn Bernard (1911) geboren. Berhardina Midderigh-Bokhorst versorgte die Familie, arbeitete aber weiterhin als Künstlerin. Als erste Frau in den Niederlanden stellte sie Möbel aus indischem Korbgeflecht her, als sie 1907 eine Rattanwiege für ihr erstes Kind entwarf. Darüber hinaus schuf sie Illustrationen für Kinderbücher, deren Inspiration sie häufig aus dem häuslichen Umfeld gewann, arbeitete als Modeillustratorin für verschiedene Zeitschriften und engagierte sich in der Frauenbewegung. 1927 zog das Paar nach Wassenaar, wo sie den Rest ihres Lebens verbrachten.
Midderigh-Bokhorst war unter anderem ab 1910 Mitglied der „Veereniging voor Ambachts- en Nijverheidskunst“ (VANK) (Verein für Handwerk und Industriekunst), der „Vereeniging voor Verbetering voor Vrouwenkleding“, der Den Haager Zweigstelle der „Vereeniging voor Vrouwenkiesrecht“ und des Malclubs „Ons Doel Is Schoonheid“ (ODIS) im Damesleesmuseum in Den Haag und sie war ab 1929 Mitglied der Soroptimisten in Den Haaag.

## Werk

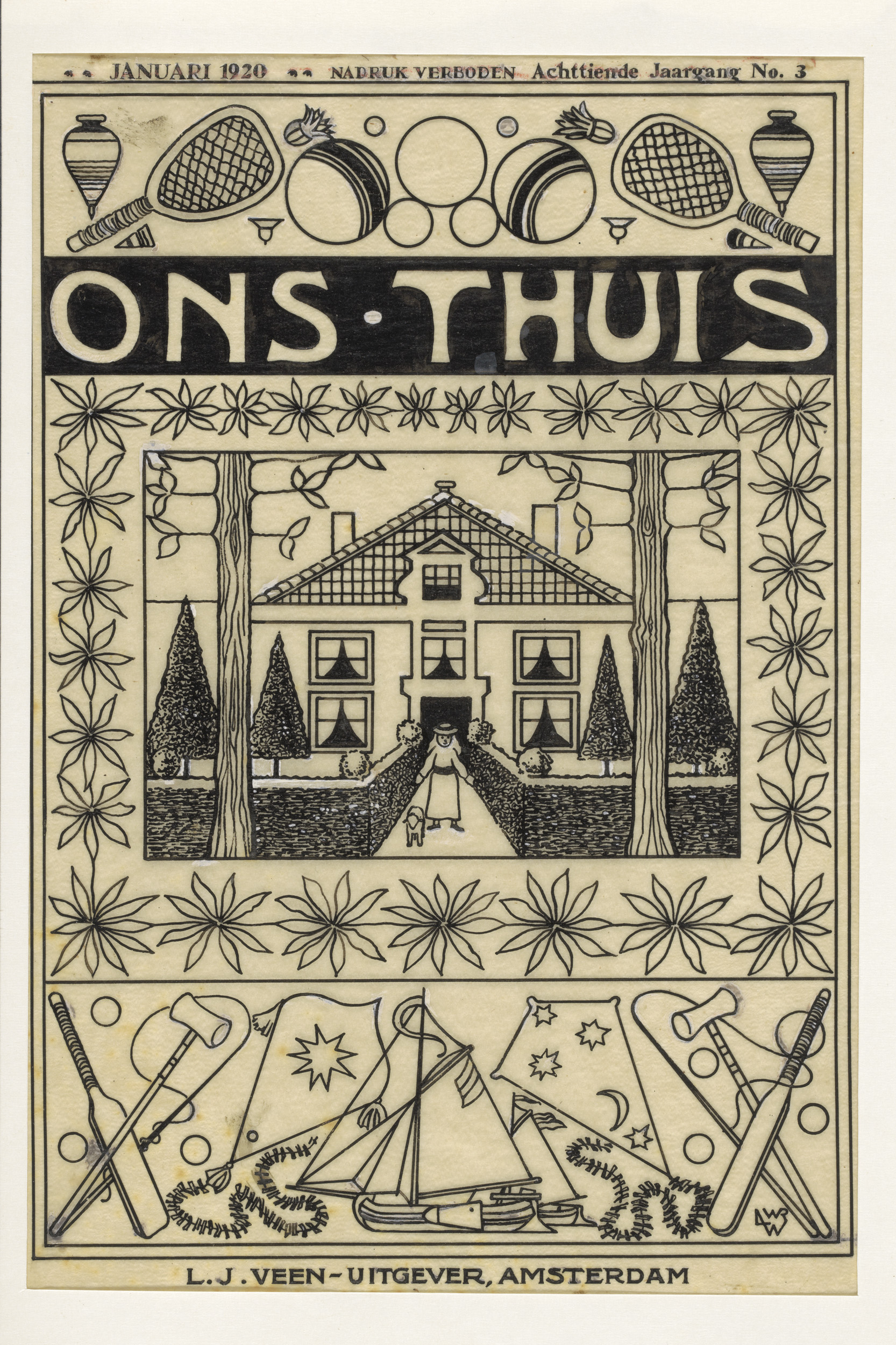
Ons Thuis, 1920

Berhardina Midderigh-Bokhorst arbeitete als Künstlerin mit verschiedenen Techniken wie Malerei, Illustrationen, Aquarell, Feder- und Pastellzeichnungen, Lithografie und entwarf Kleidung. „Darüber hinaus wird ihre Vielseitigkeit in verschiedenen Bereichen der Kunst gelobt, wobei ihre Illustrationen von süßen Kinderszenen bis hin zu militanten Frauen reichen“.
Berhardina Midderigh-Bokhorst arbeitete zwischen 1907 und 1932 als feste Modeillustratorin bei der von Elisabeth Rogge gegründeten „De Vrouw en haar Huis“. Zwischen 1902 und 1942 illustrierte sie auch Jugendzeitschriften wie „Onze Kinderen“, „Kindercourant van het Nieuws van den Dag“ und „Zonneschijn“. Ihr Hauptwerk machte die Illustrationen für Kinderbücher aus, darunter Bilderbücher für Kleinkinder, Mädchenbücher und Märchenbücher wie „Pomegranate House“ von Oscar Wilde 1909. Sie arbeitete eng mit ihrem Mann zusammen. In ihren mit „B. und J. Midderigh-Bokhorst“ unterschriebenen Koproduktionen legte Berhardina die Komposition fest, zeichnete die Menschen und Tiere, ihr Mann übernahm den Hintergrund und die verzierten Buchstaben.
In den 1920er Jahren fertigte Bokhorst-Midderigh Werbeanzeigen und -plakate für niederländische und ausländische Unternehmen. 1955 malte sie Wandgemälde an der Landwirtschaftsschule in Zoetermeer und schrieb und illustrierte ein Buch über Edelsteine. Berhardina Midderigh-Bokhorst illustrierte mehr als 500 Bücher, darunter:
- Heidekoninginnetje. Een klaviersprookje von Catharina van Rennes, 1902
- Bennie’s prentenboek von Suze Maathuis-Ilcken, 1914
- Stoute poppenkinderen. Voor school en huis von Anna Sutorius, 1920
- Hoe ik schilder werd. Uit het leven van Huib Hoepel von A.F. Pieck, 1927
- Glans en gloed uit donkere diepten von Berhardina Midderigh-Bokhorst, 1955[3]

## Ausstellungen (Auswahl)
Ab 1906 stellte Midderigh-Bokhorst regelmäßig im In- und Ausland aus, unter anderem im Stedelijk Museum Amsterdam und beim Haagsche Kunstkring und erhielt auf der Weltausstellung Brüssel 1910 eine Goldmedaille für ihre Buchdekorationen und Bucheinbände. Werke von ihr befinden sich im Centraal Museum Utrecht.
Ausstellungen (Auswahl):
- 1906: Bladmuziekillustraties, Amsterdam
- 1907: Illustratief grafisch werk, Den Haag
- 1912: Ontwerpen en tekeningen voor boekbanden en illustraties, Dordrecht
- 1913: De Vrouw 1813–1913
- 1914: Internationale Tentoonstelling van het Boek en de Graphische vakken (Ausstellung für Graphik und Buchgewerbe), Leipzig
- 1916: Fototentoonstelling van Nederlandsche Bouw-, Sier- en Nijverheidskunst, Kopenhagen[3]
- 1919: Jaarbeurs voor kunstnijverheid, Stedelijk Museum Amsterdam[2]
- 1982: Centraal Museum Utrecht[4]
- 2012: Twee handen aan éénzelfde teekening, Hollandia Galerie, Vlaardingen[3]